# علي أباد كوخدان (دنا)
علي أباد كوخدان (بالفارسية: علی‌آباد کوخدان) هي قرية تقع في إيران في قسم دنا الريفي. يقدر عدد سكانها بـ 142 نسمة .